# Saginaw Hawks
Die Saginaw Hawks waren ein US-amerikanisches Eishockeyfranchise der International Hockey League aus Saginaw, Michigan.

## Geschichte
Die Saginaw Generals setzten 1985 den Spielbetrieb der Flint Generals in der International Hockey League fort. In ihrer ersten Saison 1985/86 erreichten die Generals mit 90 Punkten in 82 Hauptrundenspielen den dritten Platz der East-Division der IHL. Im folgenden Jahr konnten sie sich steigern und holten vier Punkte mehr. Somit platzierten sie sich auf den zweiten Platz der East-Division. Bereits im Sommer 1985 gingen die Saginaw Generals eine Kooperation mit den Chicago Blackhawks aus der National Hockey League ein. Die Generals änderten allerdings erst zwei Jahre später, vor der Spielzeit 1987/88, ihren Klubnamen in Saginaw Hawks. Der Beiname Hawks stand dabei symbolisch für diese Zusammenarbeit beider Klubs. In der ersten Saison nach der Umbenennung konnte sich der Verein für die Play-offs qualifizieren, wo die zweite Runde erreicht wurde. Ein Jahr später, in der Spielzeit 1988/89, schieden die Hawks bereits in der ersten Runde der Play-offs aus. Im Sommer 1989 entschieden sich die Verantwortlichen der Chicago Blackhawks, die Kooperation mit den Saginaw Hawks zu beenden, um folglich mit dem Ligakonkurrenten Indianapolis Ice zu kooperieren. Die Saginaw Hawks wurden schließlich vor der Saison 1989/90 aufgelöst.

## Saisonstatistik
Abkürzungen: GP = Spiele, W = Siege, L = Niederlagen, T = Unentschieden, OTL = Niederlagen nach Overtime SOL = Niederlagen nach Shootout, Pts = Punkte, GF = Erzielte Tore, GA = Gegentore, PIM = Strafminuten
| Saison  | GP | W  | L  | T  | OTL | SOL | Pts | Platz    | Playoffs                   |
| 1985–86 | 82 | 41 | 33 | 8  | —   | —   | 90  | 3., East | Niederlage in der 2. Runde |
| 1986–87 | 82 | 44 | 32 | 6  | —   | —   | 94  | 2., East | Niederlage in der 2. Runde |
| 1987–88 | 82 | 45 | 30 | 7  | —   | —   | 97  | 3., East | Niederlage in der 2. Runde |
| 1988–89 | 82 | 46 | 26 | 10 | —   | —   | 102 | 2., East | Niederlage in der 1. Runde |

## Bekannte Spieler
- Bob Murray
- Darryl Sutter
- Ed Belfour
- Bruce Cassidy